# Khattab Al-Ani
Khattab Umer Shawkat Al-Ani (ar. خطاب عمر شوكت العاني;ur. 28 listopada 2002) – iracki zapaśnik walczący w stylu wolnym. 
Złoty medalista igrzysk panarabskich w 2023. Trzynasty na mistrzostwach Azji w 2024. Mistrz arabski w 2023 i drugi w 2022. Wicemistrz arabski juniorów w 2022 roku. 